# Muhammad Shariff
Muhammad Shariff, pakistanski general, * 22. februar 1921, † 6. avgust 1999.
Shariff je bil načelnik Združenega štaba Pakistanskih oboroženih sil med 1976 in 1978.